# 이강욱 (축구 선수)
이강욱(1994년 3월 19일 ~ )은 대한민국의 축구 선수이다. 포지션은 공격수로 현재 K4리그 거제시민축구단 소속이다.